# Мірдіта (округ)
Мірдіта (алб. Rrethi i Mirditës) — один з 36 округів Албанії, розташований на південному сході країни.
Округ займає територію 867 км² і відноситься до області Леже. Адміністративний центр — місто Решен.

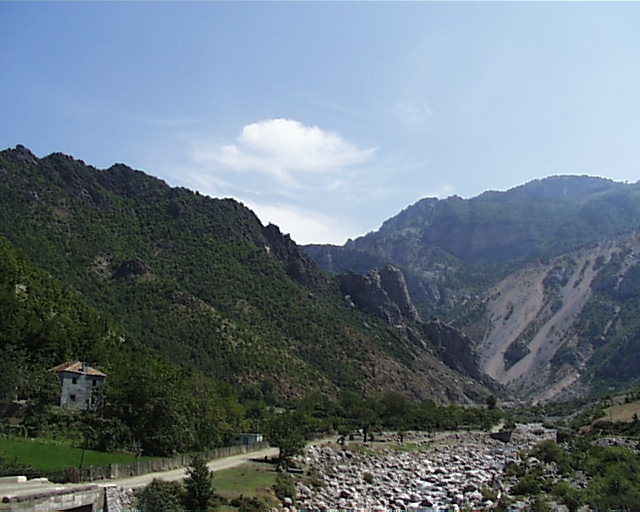
Каньйон річки Фані

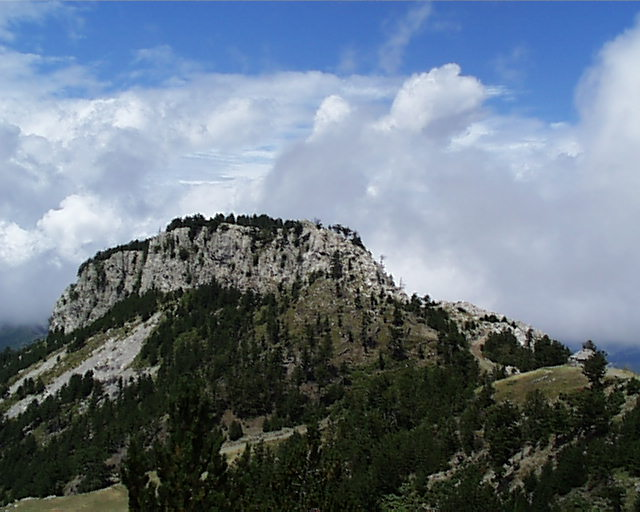
Гори Мірдіти біля села Орош

## Географічне положення
Округ включає в себе основну частину історичного регіону Мірдіта.
На заході Мірдіта відокремлена від Адріатичного моря ланцюгом гір. За нею починається покрите тріщинами і еродоване гірське плато, що переходить на сході і півночі в гірські хребти, що досягають 2100 м. Найвища точка — Maja e Kunorës në Selitë (2121 м). Середня висота становить 400 м. За винятком декількох долин на південній та східній межі округу округ забезпечується водою річки Фані.
Округ малонаселений. Три найбільших населених пункти — адміністративний центр Решен (15 234 чол.) і шахтарські селища Рубік (2300 чол., 2005) і Курбнеші (1400 чол., 2005). Поселення загублені серед пагорбів. З 1992 року населення активно мігрує з сільських районів.

## Економіка і промисловість
В окрузі видобувається мідь і інші руди. Великими шахтарськими селищами були Рубік і Курбнеші, в Решені і Рубіку існували металургійні фабрики. В даний час видобуток не ведеться через старіння обладнання та відсутності інвестицій.
Десятки тисяч людей покинули округ з початку 90-х, перебравшись за кордон, або в промислові райони Албанії. Деякі переїхали з гірських районів до узбережжя, так як не могли більше прогодуватися. Населення, що залишилося живе в основному за рахунок грошових переказів емігрантів.

## Транспорт
По округу проходить дорога з Дурреса в Косово. Ділянка залізниці, що веде в Рішенні, виведений з експлуатації.
У червні 2009 року відкрито 4-смуговий автобан в Кукес. Автобан йде з Решена на північний схід по долині Малого Фані в Thirra, де прокладений найдовший в Албанії, п'ятикілометровий підземний тунель, а потім в Kalimash в окрузі Кукес. З появою автобану населення округу сподівається на відродження економіки.

## Адміністративний поділ
Територіально округ розділений на міста Решен і Рубік і 5 громад: Фані (Fan), Kaçinara, Kthella, Orosh, Selita.